# Ayman Hussein
Aymen Hussein Ghadhban al-Mafreajy (arabisch أيمن حسين, DMG Aiman Ḥusain; * 22. März 1996 in al-Hawidscha) ist ein irakischer Fußballspieler.

## Karriere

### Verein
Er wurde im Jahr 2009 nach einer Sichtung in die Jugendabteilung von al-Alam aufgenommen. Von dort wechselte er ein paar Jahre später in die des Tuz FC. Weil es aber keinen Klub aus Kirkuk, seiner Heimat, zu dem Zeitpunkt in der ersten irakischen Liga gab, schloss er sich schlussendlich dem Ghaz Al-Shamal SC an, welche zu der Zeit in der zweiten Liga spielten. Zur Saison 2012/13 wurde ihm dann aber bei Duhok ein Vertrag angeboten, für welchen er nun schließlich seine ersten Einsätze in der ersten Liga hatte. Nach ein paar Einsätzen, in denen er zwei Tore erzielte, sah er sich aber genötigt, den Klub zu verlassen, weil sein Gehalt seit Monaten nicht gezahlt wurde.
Im Wintertransferfenster schloss er sich schließlich in Bagdad dann al-Naft an. Dort hatte er seinen Durchbruch schließlich in der Spielzeit 2016/17, wo er 12 Tore in zehn Partien erzielte, dann jedoch von Februar bis Mai verletzt ausfiel. Trotzdem erreichte er mit seinem Team bis dahin noch den zweiten Platz, was die beste Platzierung seines Teams bisher überhaupt war. Anschließend wechselte er zu al-Shorta, wo er in nur fünf Einsätzen auch fünf Tore erzielte, da er im Februar 2018 bereits wieder Teil der Mannschaft von al-Naft war. Im Rest der Saison erzielte er hier in 22 Einsätzen dann noch einmal 11 Tore. 
Aufgrund von gegenseitigen Unstimmigkeiten wurde sein Vertrag im Sommer in Folge eines 1:1 gegen den tunesischen Klub CS Sfaxien in der ersten Runde des Arab Club Champions Cup 2018/19 aufgelöst. Im September 2018 unterzeichnete er dann bei eben diesem Klub dann einen neuen Vertrag. Erste Einsätze in der tunesischen Liga bekam er dann aber erst ab Februar 2019, wo er aber auch nur als Einwechselspieler fungierte und schließlich von dort auch zur Spielzeit 2019/20 zurück in den Irak wechselte. Diesmal wechselte er zu al-Quwa al-Dschawiya, wo er in den nächsten zwei Spielzeiten zum Einsatz kam und in der Saison 2020/21 die Meisterschaft und den Pokal holte. 
Erneut im Ausland, versuchte er sein Glück dann ab der Spielzeit 2021/22 in Katar bei Umm-Salal, wo er in der Stars League als Stammspieler in 22 Ligapartien 11 Treffer erzielte. Zur Folgesaison wechselte er so dann weiter zum al-Markhiya SC, bei welchem er in zehn Ligaspielen noch einmal sechs weitere Tore erzielte. Bereits im Februar 2023 unterschrieb er dann in den VAE bei al-Jazira, wo er nun bis August des Jahres spielte. Danach wechselte er nach Marokko, wo er nun bei Raja Casablanca spielte. Seit Anfang Oktober 2023 ist er mittlerweile zurück im Irak, wo er wieder für al-Quwa al-Dschawiya spielt. 

### Nationalmannschaft
Nach ersten Einsätzen mit der irakischen U23-Nationalmannschaft, wurde er schließlich auch in den Kader bei der Asienmeisterschaft 2016 berufen. Bei der Endrunde erzielte er beim 2:1-Sieg über den Gastgeber Katar dann noch den entscheidenden Siegtreffer, welcher seiner Mannschaft die Qualifikation für das Fußball-Turnier der Olympischen Sommerspiele 2016 einbrachte. Durch eine Verletzung verpasste er aber dann das Turnier mit seiner Mannschaft. Er war aber auch weiterhin Teil der Mannschaft und erzielte in der Qualifikation für die Asienmeisterschaft 2018 allein in der Partie gegen Afghanistan fünf Tore. Schlussendlich schaffte er mit seinem Team hier auch die Qualifikation für die Endrunde, schied dort mit seiner Mannschaft im Viertelfinale aber bereits aus.
Seinen ersten bekannten Einsatz im Trikot der irakischen A-Nationalmannschaft hatte er am 26. August 2015 bei einem 3:2-Freundschaftsspielsieg über den Libanon, wo er sehr spät für Yunis Mahmud eingewechselt wurde. In der darauffolgenden Zeit erhielt er nebst weiteren Freundschaftsspielen auch Einsätze in der Qualifikation für die Weltmeisterschaft 2018. Ende 2017 war er dann noch beim Golfpokal dabei, wo er es mit seinem Team bis ins Halbfinale schaffte. Nach weiteren Freundschaftsspielen folgte im Sommer 2019 dann noch die Westasienmeisterschaft 2019, wo er mit seiner Mannschaft erst im Finale mit 0:1 dem Bahrain unterlag.
Ab Sommer 2021 folgten dann auch noch Einsätze in Qualifikationsspielen zur Weltmeisterschaft 2022 sowie am Ende dieses Jahres Einsätze beim Arabien-Pokal 2021. Bei seiner zweiten Teilnahme mit der Mannschaft beim Golfpokal half er auch mit drei Toren dabei mit, dass sein Team bei der Ausgabe im Jahr 2023 das Finale erreichte. Dort schlug man schließlich den Oman mit 3:2 und holte sich so den Titel. Mit seinen drei Toren war er gemeinsam mit Teamkollege Ibrahim Bayesh bei diesem Turnier dann auch Torschützenkönig.